# Johann Andreas Karl Hildebrandt
Johann Andreas Karl (Christoph) Hildebrandt (* 13. April 1763 in Halberstadt; † 25. November 1846 in Eilsdorf in Sachsen) war ein deutscher Romanschriftsteller.

## Leben
Hildebrandt war zunächst Collaborator an der Martinsschule in Halberstadt, ab 1794 zweiter Prediger in Weferlingen und danach bis zu seinem Tod Prediger in Eilsdorf. Sein Sohn Friedrich Wilhelm Hildebrandt (1811–1893) ergriff ebenfalls den Beruf des Predigers.
Er gehörte zu den Vielschreibern.
Seiner fruchtbaren Phantasie entsprangen Dutzende von Romanen, teils historisch, sowie zahlreiche Ritter- und Schauergeschichten.
Der Nekrolog vermerkt von ihm, dass er „während seiner langen Lebenszeit fast ganz allein der basse'schen Buchhandlung in Quedlinburg ihre traurige Berühmtheit“ verschaffte. Die angesprochene Buchhandlung ist der von Gottfried Basse gegründete Verlag, in dem die meisten Werke von Hildebrandt erschienen.

## Rezeption
In Wilhelm Hauffs satirischer Skizze „Die Bücher und die Lesewelt“ sucht ein Bedienter für seine Herrschaft, eine Gräfin mit Hang zu Schauerromanen, Lesestoff in der Leihbibliothek:
»Geistergeschichte?« fragte der kleine Bibliothekar umhersuchend, »darf es auch eine Rittergeschichte sein? Die Geister sind alle ausgeliehen.«
»Ja, nur etwas recht Schauerliches, das hat sie gerne,« erwiderte der Diener, »so wie das letzthin, die schwarzen Ruinen oder das unterirdische Gefängnis; das hat uns sehr gut gefallen.«
»Liest Er denn auch mit?« fragte der kleine Mann mit Staunen.
»Nachher, wenn die Frau Gräfin einen Band durch hat, lesen wir ihn auch im Bedientenzimmer.«
»Gut; will Er lieber das Geisterschloß, die Auferstehung im Todtengewölbe oder das feurige Racheschwert von Hildebrandt?« »Da tut mir die Wahl weh,« erwiderte er; »was müssen das für schöne Bücher seyn! Nu – ich will diesmal das feurige Racheschwert nehmen; behalten Sie mir das Geisterschloß für das nächste Mal auf.«
Zwei der drei genannten Titel sind Romane von Hildebrandt (nämlich „Die schwarzen Ruinen oder die unterirdischen Gefängnisse des Klosters Barbara Eremita“ und „Die Burg Helfenstein oder das feurige Racheschwert“; „Das Geisterschloss oder die Auferstehung im Todtengewölbe“ ist ein Werk seines Namensvetters Theodor Hildebrandt). Hildebrandt war mithin für Hauff der typische Vertreter des Schauerromanautors seiner Zeit.

## Werke
Obwohl die folgende Liste fast 100 Titel nachweist, kann kein Anspruch auf Vollständigkeit erhoben werden. Bei einigen Werken ist unklar, ob es sich um Neuauflagen mit geändertem Titel handelt.
- Augusta Du Port, oder Geschichte einer Unglücklichen (1798/99, 2 Bde.)
- Gustav Wildheim (1799)
- Eduard Nordenpflicht (1800, 3 Bde.)
- Familienscenen (1800, 2 Bde.)
- Adolph oder Die glücklichen Folgen eines Fehltritts (1801)
- Geschichte eines Verfolgten (1802, 2 Bde.)
- Die Winterabende (1802)
- Wilhelm Müller. Eine Geschichte in Briefen (1805)
- Robinsons Kolonie. Eine Fortsetzung von Campe's Robinson der Jüngere (1806)
- Papiere aus meinem Feldpredigerleben (1807, 3 Bde.)
- Daniel Fuchs, der große Staatsmann. Ein satyrischer Roman (1815)
- Schreckens-Scenen aus dem Leben der unglücklichen Rosaura Morano während des blutigen und verheerenden Krieges des Kaisers Napoleon in Spanien (1815, 2 Bde.)
- Hannchens Geschichte (1816)
- Der achtzehnte October oder das eiserne Kreuz (1816, 3 Bde.)
- Die Colonie auf St. Helena (1817, 2 Bde.)
- Der Negersklave (1817, 2 Bde.)
- Der Einsiedler auf Spitzbergen (1818)
- Die schwarzen Ruinen oder die unterirdischen Gefängnisse des Klosters Barbara Eremita (1818, 2 Bde.)
- Der Schiffbruch (1818)
- Die Geheimen des Bundes (1818, 3 Bde.)
- Der Husar (1819)
- Die Burg Helfenstein oder das feurige Racheschwert (1819, 2 Bde.)
- Brömser von Rudenstein oder die Todtenmahnung (1820, 3 Bde.)
- Maximilian, Prinz von Neuwied (1820, 2 Bde.)
- Der Bankerott, die Hiobspost und andere Schwänke und Erzählungen (1820)
- Der Theaterschneider (1820, 3 Bde.)
- Maria das Mädchen der Danielshöhle (1820)
- Fernando Lomelli (1820, 3 Bde.)
- Die Familie von Mannteufel (1820, 3 Bde.)
- Karl Tellheim und Minna von Barnhelm. Ein kriegerisches Gemälde aus den Zeiten Friedrich des Großen (1821, 3 Bde.)
- Schwarze Bilder aus der Vorzeit (1821)
- Der Klausner im Schwarzwalde (1821, 2 Bde.)
- Der Schleier (1821, zusammen mit H. Müller)
- Kuno von Schreckenstein oder die weissagende Traumgestalt (1821, 3 Bde.)
- Fedor und Athanasia oder die Schreckensnächte in den Qualgefängnissen der 7 Türme zu Konstantinopel (1822, 4 Bde.)
- Die Todtenhügel (1822, 2 Bde.)
- Die Sklavin in Anatolis Wüste (1822, 3 Bde.)
- Die Geister der Schauerhöhle oder das Wunderblümchen (1822)
- Iwan und Fedora oder die Entführte (1823, 2 Bde.)
- Der Ahnherr oder das Gespenst in der Felskluft (1823, 3 Bde.)
- Historisch-romantische Gallerie merkwürdiger Begebenheiten aus der Geschichte berühmter Kriege (1823, 2 Bde.)
- Ritterrache und die Vehme (1824)
- Der Berggeist des Harzes (1824)
- Das Vehmgericht oder die unsichtbaren Oberen (1824, 3 Bde.)
- Die Ursulinerinnen oder das Geständniss in der Todesstunde (1824, 2 Bde.)
- Die Gemächer des Unglücks oder der Geprüfte (1824, 3 Bde.)
- Rollino, der furchtbare Räuberhauptmann (1824, 3 Bde.)
- Das nächtliche Abenteuer (1824)
- Kunz von Kaufungen oder der Prinzenraub (1825)
- Der Mord am Hochaltare (1825, 2 Bde.)
- Die heilige Eiche und andere Erzählungen aus dem Mittelalter (1825)
- Agathe oder der Eidschwur (1825, 2 Bde.)
- Tonni, oder die Zigeunermädchen (1825, 2 Bde.)
- Ferdinand von Waldau und Auguste (1825, 3 Bde.)
- Corsanello, der furchtbare Seeräuber (1825, 3 Bde.)
- Götz von Berlichingen, der furchtbare Ritter mit der eisernen Hand (1826, 3 Bde.)
- Heinrich der Vogelsteller und die Hunnen (1826)
- Die furchtbaren Kreuzritter oder Guido von Flemmingen und Prinzessin Mathilde (1826, 3 Bde.)
- Hülfsbuch zur Erklärung der Sonn- und Festtags-Evangelien für Volksschullehrer (1826)
- Berthold von der Nidda oder die Horde im Schwarzwalde (1826, 3 Bde.)
- Saladin, Sultan von Aegypten (1827)
- Lilienström und Nordenstern (1827, 3 Bde.)
- Der Freibeuter (1827, 3 Bde.)
- Geschichte des siebenjährigen Krieges (1827)
- Die Novize von St. Marienheim (1827, 2 Bde.)
- Der Einsiedler und der Sklav (1828)
- Die Felsen von Nivrodongk (1828, 2 Bde.)
- Fürst Scanderbeg, der Unüberwindliche, oder der furchtbare Aufstand der Albanier gegen den Sultan Amureth (1828, 2 Bde.)
- Das merkwürdigste Jahr aus dem Leben eines alten Kriegers (1830, 2 Bde.)
- Interessante Abenteuer eines Türkensklaven, oder die schönen Favoritinnen des Sultans von Caramanien (1830, 3 Bde.)
- Die Braut von Bornholm und Der Griechenfreund (1832)
- Ritter Franz von Sickingen oder Rittersinn und Fürstenrache (1832, 2 Bde.)
- Zeichnungen aus dem Leben berühmter Abentheurer (1833)
- Merkwürdige Abenteuer des Grafen Alexander von Cagliostro (1839)
- Der Winter auf Spitzbergen (1840)
- Der preußische Dragoner (1841)
- Robinson's letzte Tage (1846)